# 馮轍
馮轍（1477年—?年），字時憲，四川眉州青神縣人，民籍。

## 生平
十一月初七日生，行三，治《詩經》，由國子生中式四川鄉試第六十四名舉人，年四十五歲中式正德十六年辛巳科會試第二百十二名，第二甲第二十九名進士。

## 家族
曾祖馮子敬；祖馮郁，壽官；父馮志高，授丈縣丞；母孫氏。具慶下。兄輕；輅，弟軾。